# Camí Ramader de Marina. De la Cerdanya al Penedès
El Camí Ramader de Marina. De la Cerdanya al Penedès, és un projecte de desenvolupament local que neix de la inquietud dels municipis de Santa Margarida i els Monjos, Lluçà i Llívia, amb l'acompanyament i suport de la Fundació del Món Rural, l'Institut per al Desenvolupament de l'Alt Pirineu i Aran (IDAPA), el Parc del Foix i altres organismes i entitats que participen en el Grup de Treball de Transhumància de la Fundació del Món Rural, per tal de fer valer, preservar, potenciar i promoure els diferents tipus de desplaçaments estacionals de bestiar i els camins ramaders a Catalunya, dedicant especial atenció a l'antiga ruta transhumant que ha permès el moviment de ramats entre el Pirineu i el litoral al Penedès i el Garraf com a mínim des de l'edat mitjana.

## Estat actual i futur
La signatura i posterior revalidació de l'acord de col·laboració signat inicialment per tres Ajuntaments, així com el suport i la col·laboració d'altres organismes, entitats i persones a títol individual, ha permès avançar en diversos aspectes com són la definició d'una imatge gràfica i una marca identificativa del Camí Ramader de Marina. De la Cerdanya al Penedès, la redacció d'un primer document on es recullen la filosofia i els objectius del projecte, la realització d'una primera fase de treball de camp per a la concreció d'una ruta física per fer a peu o amb bicicleta, així com la producció d'una exposició itinerant pensada per donar a conèixer arreu la iniciativa i el seu ric i valuós rerefons patrimonial. Aquesta exposició va ser presentada durant el I congrés de transhumància a Catalunya a l'octubre del 2016 i ja ha estat present a diversos municipis des de llavors.
Paral·lelament, es treballa en la definició dels criteris que han de servir de fonament per a la redacció d'un projecte executiu detallat on es concretin les accions que han de permetre desenvolupar els objectius genèrics i específics acordats per a l'aprofitament turístic sostenible del CRM, tot fent valer el patrimoni històric, cultural i ambiental vinculat a la transhumància i els camins ramaders i convertir-lo en recurs de desenvolupament local i regional.